# Adenovirus early Region 1A Protein
Adenovirus early Region E1A Protein (E1A) ist ein Protein aus dem humanen Adenovirus. Es wird in der Biochemie und Zellbiologie zur Immortalisierung von Zellen von Mäusen, Hamstern und Ratten verwendet.

## Eigenschaften
Das Adenovirus early Region E1A Protein dient dem Adenovirus zur Replikation des viralen Genoms. Weiterhin transformiert es Wirtszellen von Mäusen, Hamstern und Ratten. Allerdings sind nur E1A-Proteine von manchen Serotypen (AdV12) onkogen. während die transformierten Zellen anderer nichtonkogener Serotypen (AdV2 und AdV5) in vivo durch NK-Zellen lysiert werden. Es bringt ruhende Zellen zur Zellteilung durch Überwindung der Checkpoints der Zelle von der G0-Phase in die S-Phase. In der Zelle bindet es an pRB (synonym RB1), p300 und CtBp. Zudem führt es zu einer Dissoziation von E2F1 von pRB, wodurch Gene der S-Phase und die E2-Region der Adenoviren exprimiert werden. Es bindet zweiwertige Zinkionen und ist phosphoryliert.